# Пазевальк
Па́зевальк (нем. Pasewalk [ˈpaːzəvalk], н.-нем. Pasewalk) — город в Германии, районный центр, расположен в земле Мекленбург-Передняя Померания.
Входит в состав района Иккер-Рандов. Население составляет 11,5 тыс. человек (2009); в 2003 г. — 12,4 тысяч. Занимает площадь 54,99 км². Официальный код — 13 0 62 043.
| Год  | Население |
| ---- | --------- |
| 1991 | 15 516    |
| 1995 | 14 278    |
| 2000 | 12 907    |
| 2005 | 12 102    |
| 2010 | 11 376    |

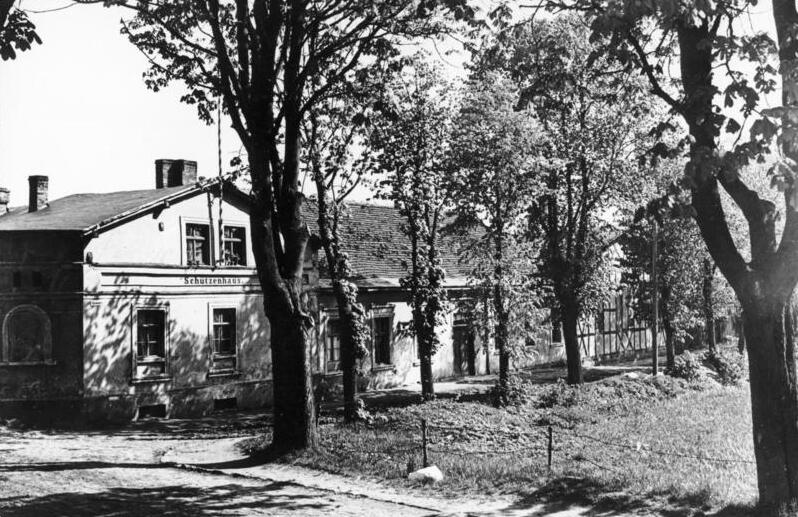
Дом, где в 1918 г. был военный госпиталь

В Пазевальке в военном госпитале на Шутценштрассе (нем. Schützenstrasse) после травмы горчичным газом с кратковременной слепотой осенью 1918 года проходил лечение 29-летний ефрейтор Адольф Гитлер. Позднее в книге «Моя борьба» Гитлер утверждал, что именно в этом госпитале он «решил стать политиком».